# 科孚阿耳忒弥斯神庙
阿耳忒弥斯神庙（Temple of Artemis）是希腊科孚岛的一个早期古希腊神庙，建于公元前约580年。该庙供奉阿耳忒弥斯，采用多立克柱式。
该庙平面呈长方形，宽23.46米（77.0英尺），长49米（161英尺），面向东方，因此日出时阳光可以照进神庙内部。这是当时最大的神庙之一。

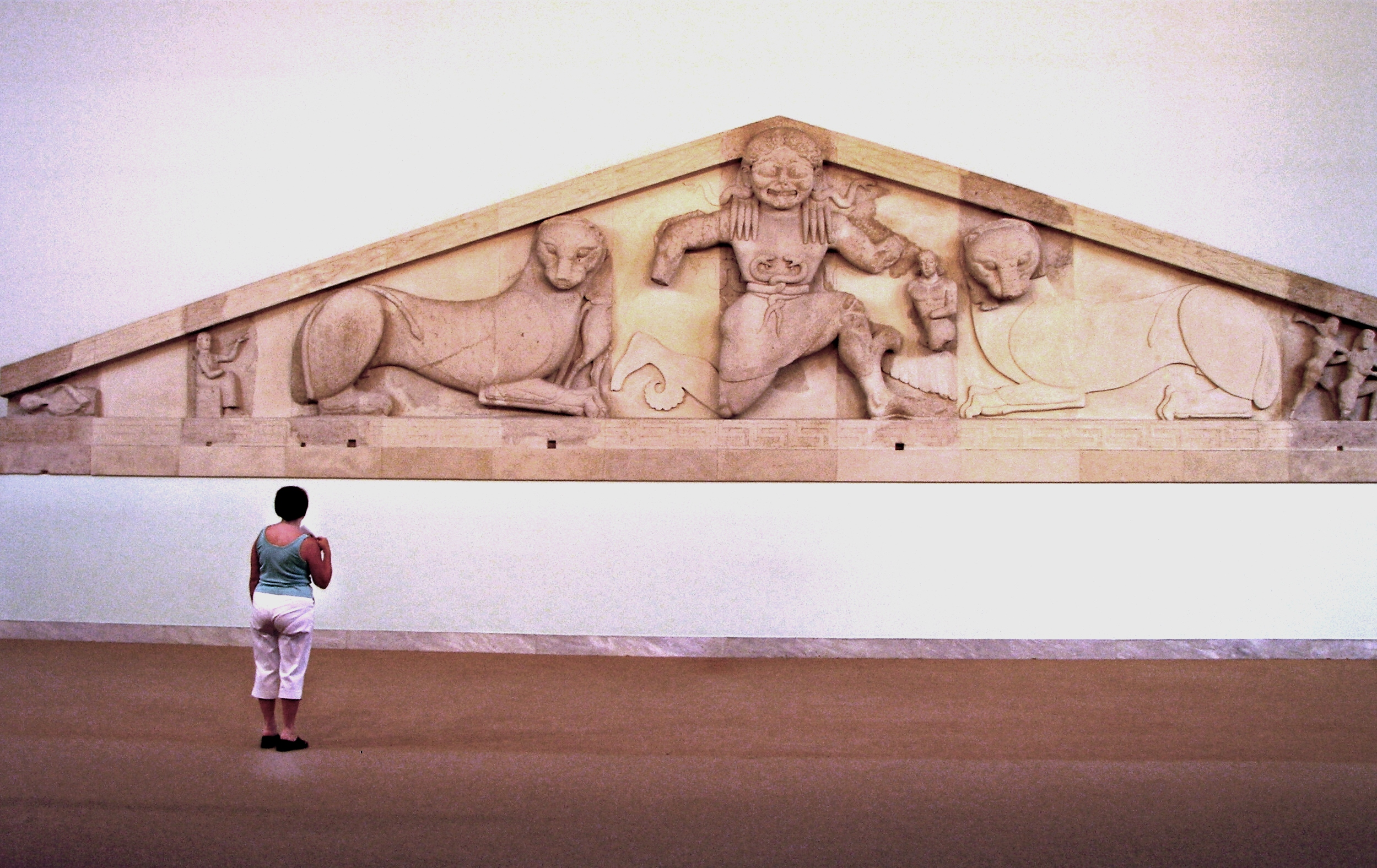
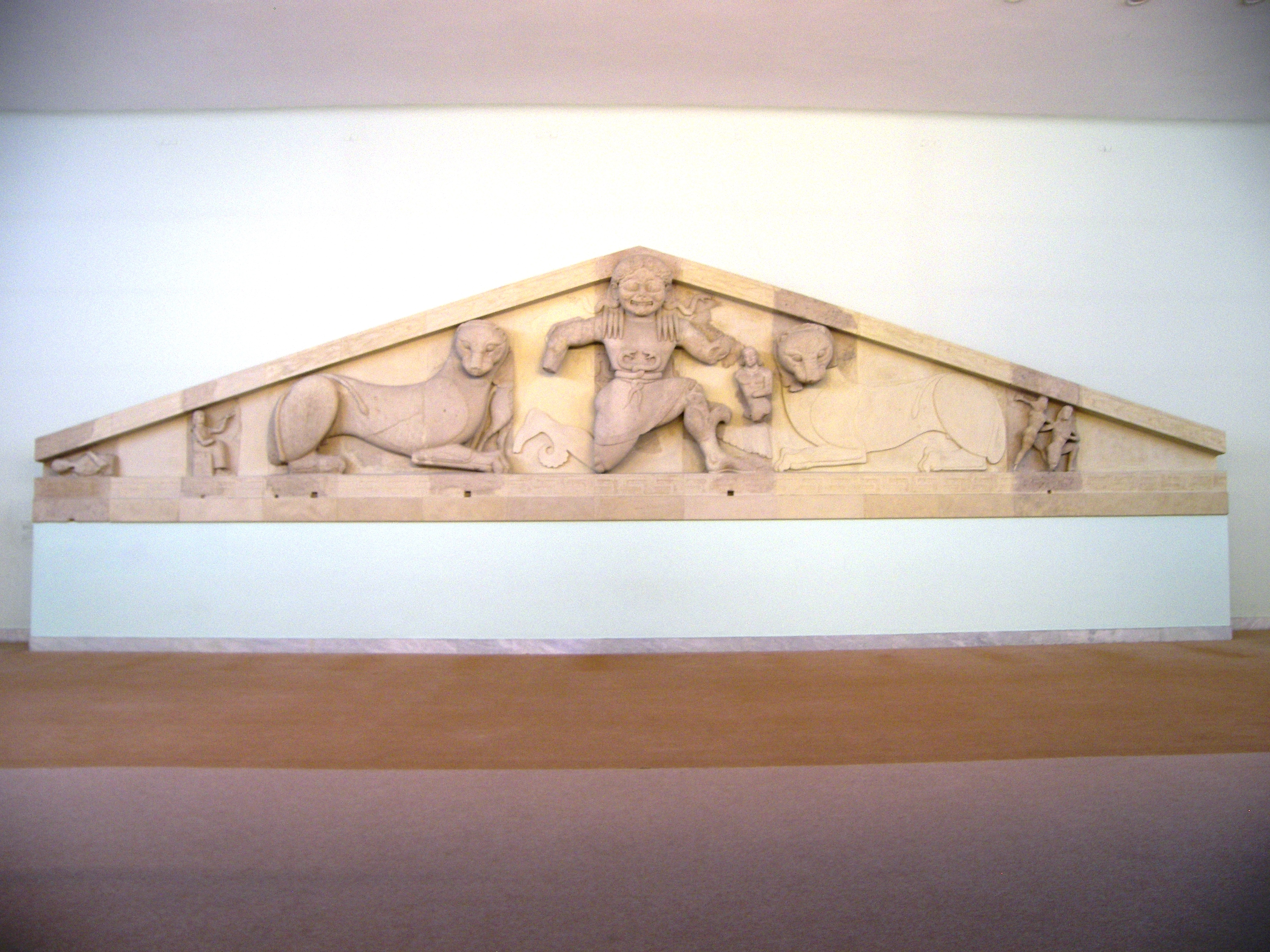
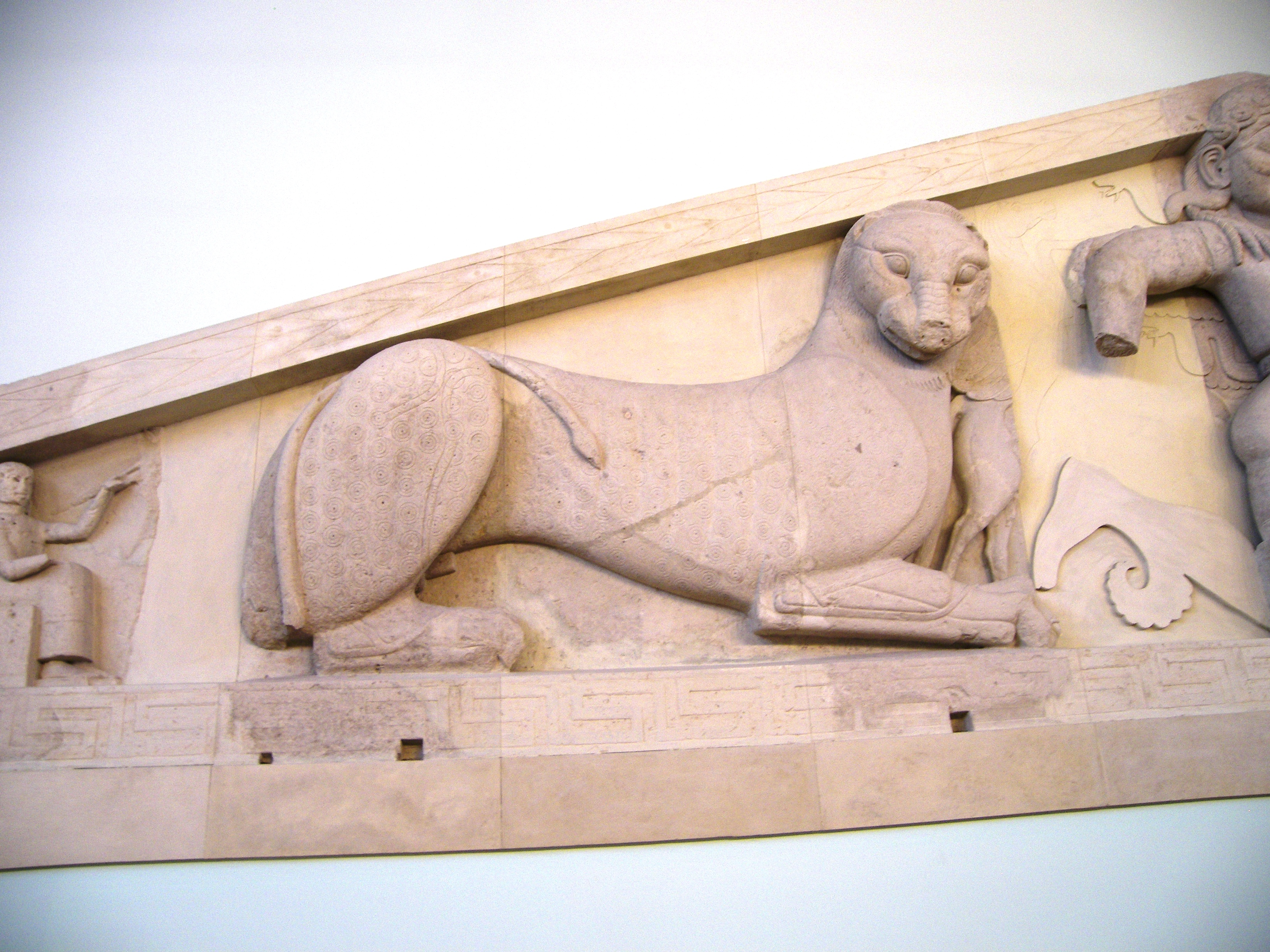
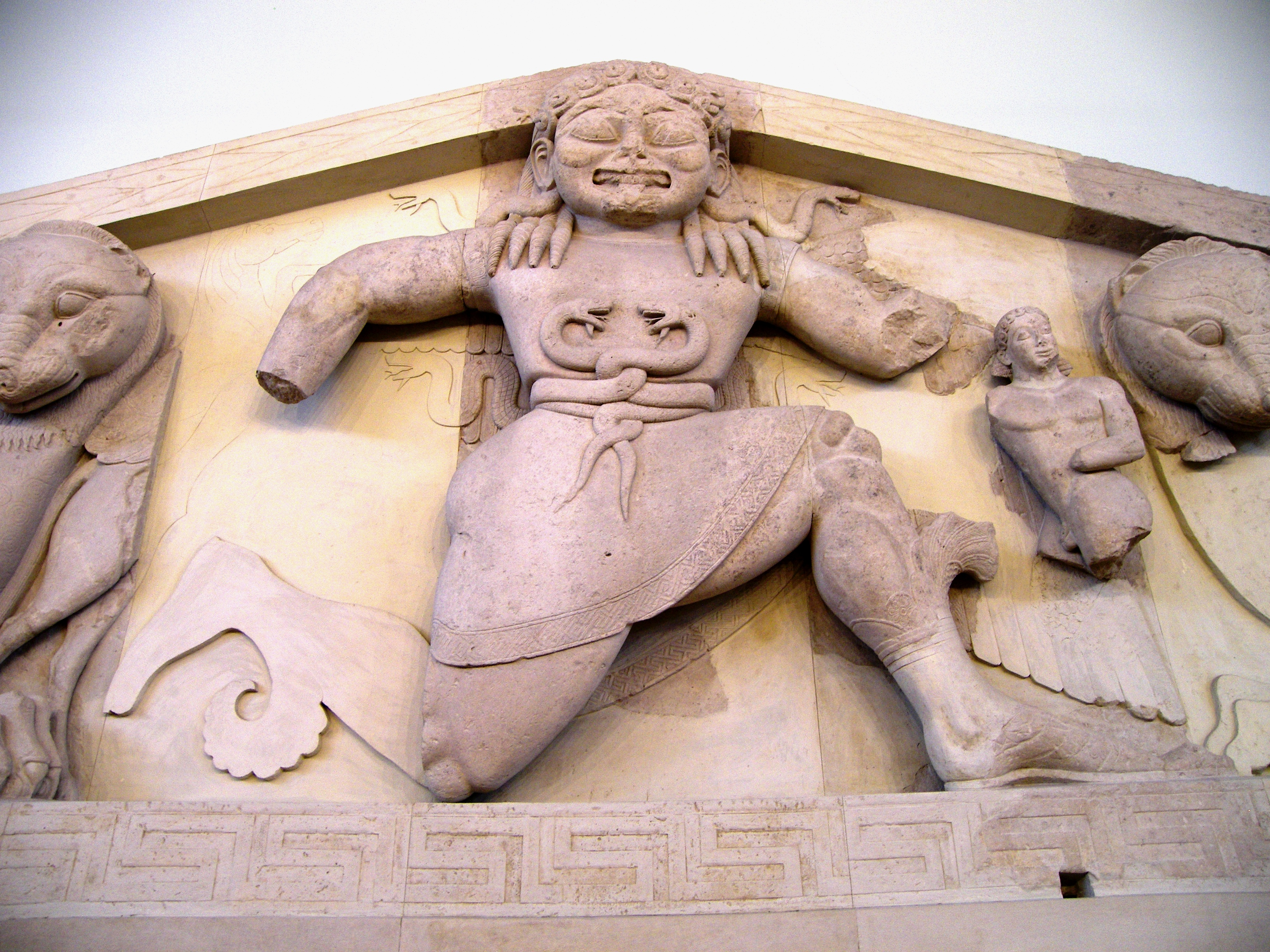
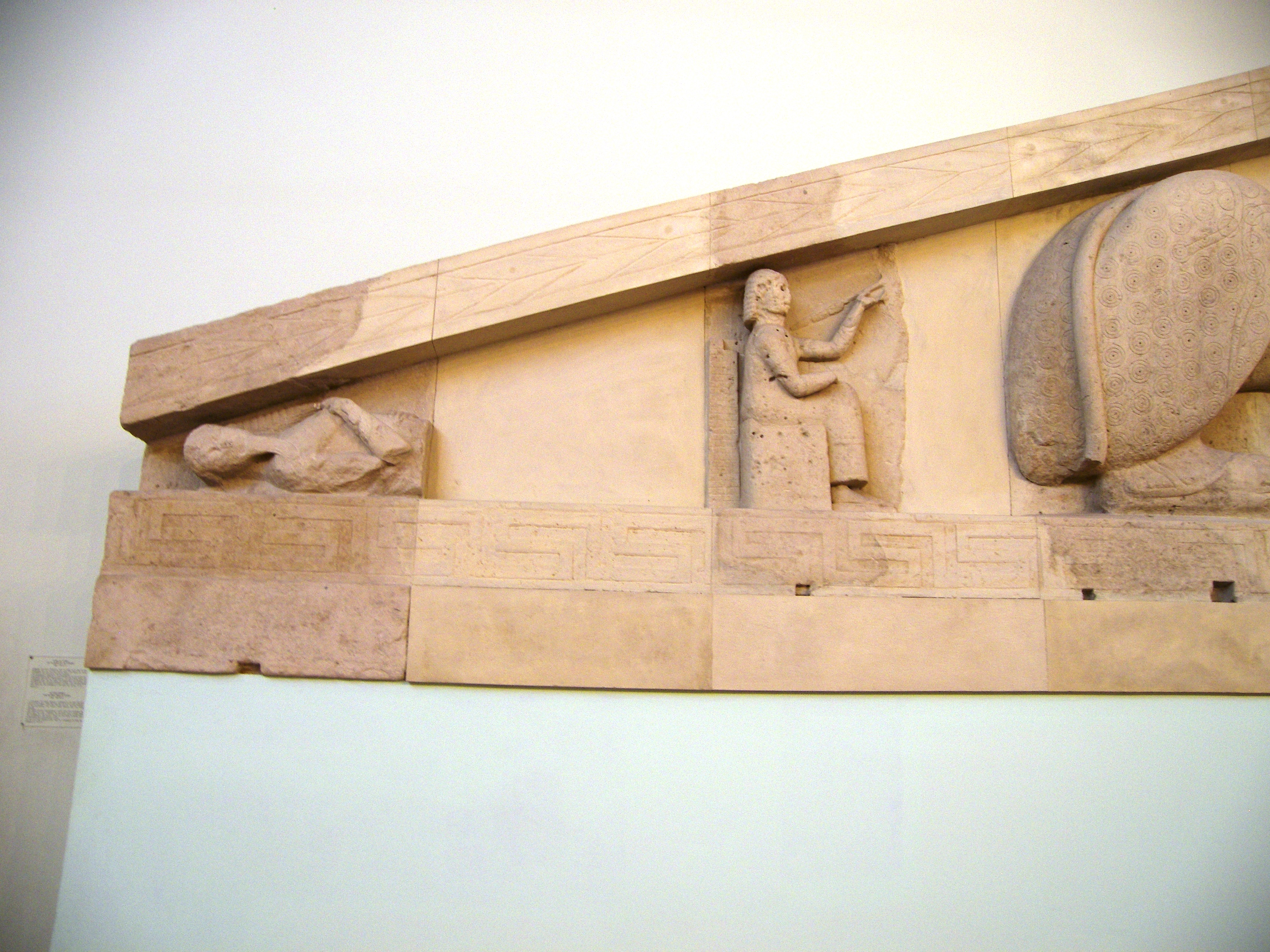